# Lucio Mongardi
Lucio Mongardi (Argenta, 23 novembre 1946 – Ferrara, 11 maggio 2001) è stato un calciatore italiano, di ruolo centrocampista.

## Biografia
È scomparso dopo una lunga malattia nel 2001.

## Carriera

### Giocatore
Cresce calcisticamente nell'Argentana, con la quale esordisce in Serie D.

Mongardi (accosciato, al centro) nel Parma del 1977-1978

Passa poi al Trento e quindi al Padova dove debutta in Serie B a 19 anni nella stagione Serie B 1965-1966. Prosegue quindi la carriera con una lunga militanza in Serie C con Mestrina, Ravenna, Prato, Sambenedettese e Massese culminata, nel 1972, con l'approdo a Ferrara nella SPAL di Paolo Mazza allenata da Mario Caciagli.
Nella sua città diventa regista e capitano dei biancoazzurri, che centrano la promozione in Serie B. Mongardi, nel campionato della promozione, sarà anche protagonista dal dischetto, realizzando 12 reti su altrettanti rigori concessi alla SPAL. Resta a Ferrara per disputare due campionati di Serie B (69 presenze e 3 reti complessive), per trasferirsi nel 1975 a Bergamo per indossare la maglia dell'Atalanta.
Con i nerazzurri ottiene la promozione in Serie A nella stagione 1976-1977 dopo gli spareggi con Pescara e Cagliari. Nella sessione autunnale del calciomercato viene ceduto in Serie C al Parma senza riuscire ad esordire in massima serie. Chiude con il calcio con gli emiliani nel 1980, dopo aver centrato una nuova promozione in Serie B nella stagione 1978-1979.
In carriera ha totalizzato complessivamente 147 presenze e 5 reti in Serie B.

### Allenatore
Cessata l'attività agonistica ha intrapreso quella di allenatore del settore giovanile con la SPAL, di cui è stato anche vice-allenatore della prima squadra, ed altre società minori.

## Palmarès

### Giocatore

#### Competizioni nazionali
- Campionato italiano Serie C: 1

SPAL: 1972-1973

## Riconoscimenti postumi
A Ferrara si gioca, in sua memoria, un torneo calcistico giovanile ed il 9 settembre 2007 ad Argenta è stato a lui intitolato lo stadio comunale di piazza Giovanni XXIII. Gli è stata inoltre dedicata una via a Ferrara nel quartiere di Pontegradella.